# Catching Up with Depeche Mode
Catching Up with Depeche Mode — збірник британського гурту Depeche Mode, що вийшов 11 листопада 1985, тільки у Північній Америці.

## Про альбом
Назва диску, це спроба дати можливість американській публіці «наздогнати» останні чотири альбоми гурту, прослухавши з них найкращі сингли та альбомні пісні. Збірник містив сингли, яких не було в попередній компіляції People Are People, а також дві нові пісні, «Flexible» і «Fly on the Windscreen» з B-боку останніх синглів.
Catching Up with Depeche Mode — аналог британського The Singles 81→85, що вийшов у Великій Британії і містить тільки сингли гурту.

## Трек-лист
1. Dreaming of Me — 3:44
2. New Life — 3:44
3. Just Can't Get Enough — 3:36
4. See You — 3:53
5. The Meaning of Love — 3:04
6. Love, in Itself — 3:55
7. Master and Servant — 3:50
8. Blasphemous Rumours — 5:04
9. Somebody — 4:21
10. Shake the Disease — 4:46
11. Flexible — 3:09
12. It's Called a Heart — 3:48
13. Fly on the Windscreen — 5:05